# Абд ас-Сабур, Салах
Салах Абд ас-Сабур (1931—1981) — египетский поэт, драматург, литературный критик, один из основателей современной арабской поэзии, выпускник Каирского университета, издатель журнала «Аль-Катиб». В 1969—1971 годах директор Издательского Института Египетского министерства культуры. Тесно связан с традицией арабской культуры и литературы. В его творчестве видны также влияния европейской культуры, в частности греческой мифологии и христианства.
Автор поэтических сборников:
- Люди в моей стране — 1957;
- Я говорю вам — 1961;
- Дерево ночи — 1977.

Писал пьесы: «Ночной попутчик» — 1969, основана на арабской легенде и популярном поэтическом мотиве Лайла и Маджнун. Его наиболее известной пьесой является «Трагедия Аль-Халладжа» (1965), основанная на реальной истории суфийского мистика Аль-Халладжа, который дал себя распять, чтобы соединить человечество с Богом. Абд ас-Сабур является также автором критических литературные эссе «Что останется от них для истории» и «Новое прочтение нашей древней поэзии». Был автором переводов творчества Генрика Ибсена на арабский язык.

## Признание
В российском литературоведении важное место Салаха Абд ас-Сабура в истории египетской литературы отмечается Сафроновым В. в связи с влиянием поэта на становление «новой поэзии» в Египте — совокупности направлений и взглядов, характерных постромантической поэзии в Египте со второй половины XX века.
В арабском литературоведении место Салаха Абд ас-Сабура отмечает египетский поэт, публицист и литературный критик Хасан Тауфик, называя Абд ас-Сабура своим «духовным отцом».